# Kristian Elster
Kristian Mandrup Elster (4. března 1841 Overhalla, Nord-Trøndelag – 11. dubna 1881 Trondheim) byl norský lesník, spisovatel, literární a divadelní kritik.

## Život
Byl synem Christena Elstera (1804–1891) a Elen Alstrupové (1811–1889). Měl dvě sestry: Frederikku Christensenovou (1838–1927) a Ulrikku Meidellovou (1849).
R. 1853 se rodina přestěhovala do Førde v Sunnfjordu. V 15 letech byl Kristian poslán na studia do Christianie. V roce 1867 odcestoval do Německa, aby se vyškolil na lesníka v Giessenu. Od roku 1869 do roku 1873 žil v Christianii, kde působil jako literární a divadelní kritik. Od roku 1873 byl zaměstnán jako lesník nejprve ve Valdres a poté v Trondheimu. Tam zemřel na zápal plic v roce 1881.
V roce 1874 se oženil se Sannou Fasting (1845–1926) a byl otcem Egil (1875–1963), Oddy (1878–1951) a Kristiana (1881–1947). Literárně debutoval historickým dramatem Eystein Meyla. Mezi jeho romány patřily Tora Trondal a Farlige folk.

## Dílo

### Výběr
- Eystein Meyla: drama, 1863
- Tora Trondal: román, 1879
- Farlige Folk: román, 1881
- Solskyer, 1881
- Samlede Skrifterbd. 1–2, 1898

### V češtině
- Kristiana Elstera Vybrané novelly [Nebezpeční lidé. Cestou křížovou] – přeložil Václav Petrů. Praha: Spolek pro vydávání laciných knih českých, 1884[1]
- Křížová cesta – př. Rudolf Těsnohlídek; in: 1000 nejkrásnějších novel... č. 18. Praha: J. R. Vilímek, 1912